# Ботинок Хрущёва

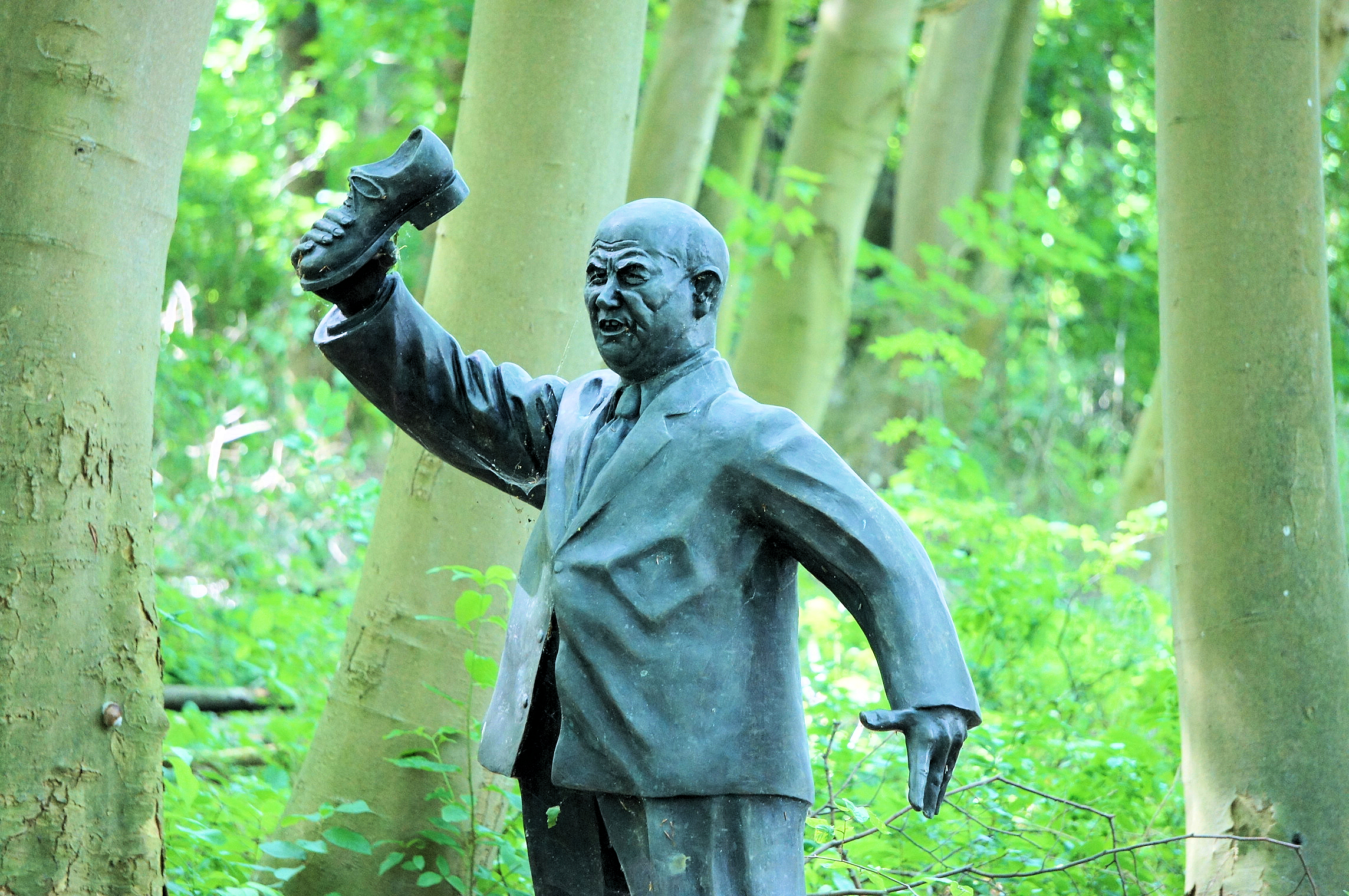
Статуя Хрущёва по мотивам инцидента с ботинком в Мекленбурге

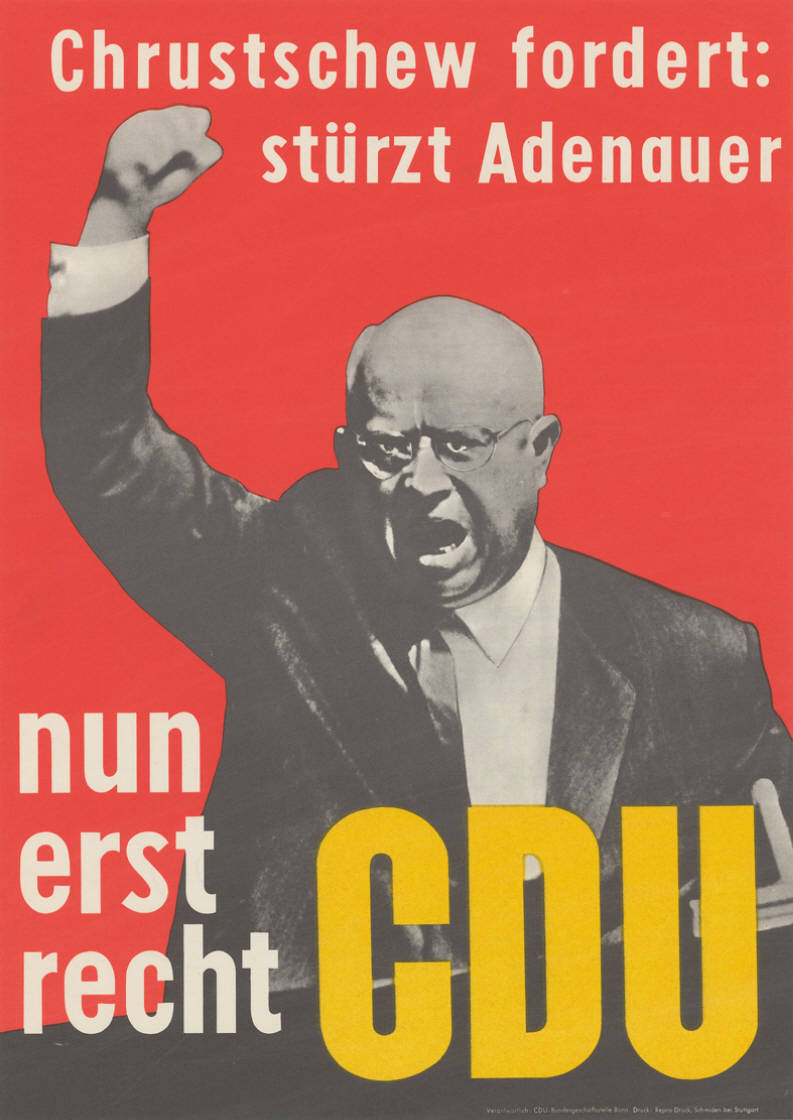
Хрущёв с занесённой вверх рукой стал персонажем иностранных антикоммунистических плакатов

Ботинок Хрущёва — широко распространённая история о том, что 12 октября 1960 года во время заседания 15-й Генеральной Ассамблеи ООН Первый секретарь ЦК КПСС Никита Хрущёв стал стучать ботинком по столу. Поскольку видео и фото инцидента в архивах не сохранилось, спустя многие десятилетия апологеты Хрущёва стали утверждать, что инцидента не было, а имел место эффект Манделы.

## История
В тот день шло обсуждение «венгерского вопроса», и Хрущёв вместе с другими членами советской делегации всячески пытался его сорвать. По свидетельствам современников Хрущёва, Анастаса Микояна и Виктора Суходрева (личного переводчика Хрущёва, присутствовавшего на том совещании), дело происходило следующим образом: у Хрущёва был не ботинок, а открытые туфли (наподобие современных сандалий). Во время выступления докладчика Хрущёв снял туфлю и принялся нарочито долго её рассматривать и трясти, подняв на уровне головы, а также несколько раз слегка стукнул ею по столу, как бы пытаясь выбить камешек, который, якобы, туда закатился. Этими действиями Хрущёв демонстрировал, что доклад ему не интересен.
Сын Хрущёва Сергей, присутствовавший на том заседании ООН, рассказывал, что ботинок с Хрущёва снялся в толпе, а затем ему его принесла охрана. Он, постукивая по столу в знак несогласия с выступлением, стал помогать ботинком.
На следующий день в газете The New York Times вышла статья под заголовком «Хрущёв стучит своим ботинком по столу». В ней была опубликована фотография, на которой изображены Хрущёв и Громыко, причём перед Никитой Сергеевичем на столе стоит полуботинок.
На том же заседании Хрущёв назвал филиппинского докладчика Лоренцо Сумулонга (который предложил Советскому Союзу деколонизировать Восточную Европу) «холуём американского империализма», поставив в тупик переводчиков.
Из воспоминаний А. А. Громыко:
„XV сессия Генеральной Ассамблеи ООН. Осень 1960 года. Советскую делегацию на ней возглавлял глава правительства Н. С. Хрущёв; английскую делегацию — премьер-министр Макмиллан.
Дискуссия временами носила жаркий характер. Столкновения между Советским Союзом и ведущими странами блока НАТО ощущались на протяжении не только дискуссии на заседаниях сессии, но и во время работы всех органов Генеральной Ассамблеи — множества её комитетов и подкомитетов.
Помню довольно резкую по содержанию речь Макмиллана по принципиальным вопросам отношений между Востоком и Западом. Делегаты слушали его внимательно. Вдруг в той части речи, где Макмиллан употребил особенно резкие слова по адресу Советского Союза и его друзей, Хрущёв нагнулся, снял с ноги ботинок и стал с силой стучать им по столу, за которым сидел. А так как перед ним никаких бумаг не было, то звук от удара ботинка по дереву получался основательный и разносился по всему залу.
Это был уникальный случай в истории ООН. Надо отдать должное Макмиллану. Он не приостановился, а продолжал зачитывать свою заготовленную заранее речь, делая вид, что ничего особенного не произошло.
А в это время зал Генеральной Ассамблеи замер, наблюдая эту в высшей степени оригинальную и напряженную сцену.
Советская и американская охрана сразу образовали кольцо вокруг советской делегации. Справа от Хрущёва сидел я, слева — постоянный представитель СССР при ООН В. А. Зорин. Сидели спокойно и, конечно, не аплодировали.
Впереди по соседству находился стол делегации Испании. Сидевшие за этим столом дипломаты на всякий случай несколько пригнулись.
Теперь это может выглядеть смешно, но в тот момент нам было не до смеха. Атмосфера в зале царила напряженная. Один из испанцев в ранге посла приподнялся, сделал на всякий случай шаг вперёд, подальше от ботинка, обернулся и громко крикнул Хрущёву по-английски:
 — Ви ду нот лайк ю! Ви ду нот лайк ю! (We do not like you - Вы нам не нравитесь).
Ничего удивительного никто в этом не видел, потому что в то время у нас с Испанией отношения были скверные, а дипломатических — никаких. Страной ещё правил Франко.

Сейчас может показаться странным, но ни одного смеющегося человека ни в зале из числа делегатов, ни на галерее для публики не было. Все лишь удивлялись, будто присутствовали при каком-то непонятном, взбудоражившем аудиторию ритуале“.Громыко А. А. Памятное. Книга 1. Новые горизонты. — М.: Центрполиграф, 2015. — 560 с. — (Наш XX век) ISBN 978-5-227-05140-0, 978-5-227-05784-6.
Из речи А. И. Аджубея (XXII съезд КПСС стенографический отчет 2 том, заседание 18-е, 26 октября 1961 года):
«Может быть, это и шокировало дипломатических дам западного мира, но просто здорово было, когда товарищ Н. С. Хрущев однажды, во время одной из провокационных речей, которую произносил западный дипломат, снял ботинок и начал им стучать по столу. (Бурные аплодисменты. Смех). Всем сразу стало ясно: мы решительно против, мы не хотим слушать такие речи! Причем Никита Сергеевич Хрущев ботинок положил таким образом (впереди нашей делегации сидела делегация фашистской Испании), что носок ботинка почти упирался в шею франкистского министра иностранных дел, но не полностью. В данном случае была проявлена дипломатическая гибкость! (Смех. Бурные аплодисменты)».
По свидетельству генерала М. В. Титкова, Хрущев уже впоследствии, будучи не у власти, рассказывал ему «как ботинком стучал в ООН», и «что это был эмоциональный срыв».

## Попытки опровержения
Фотограф журнала Life Джон Лонгард (англ. John Loengard), присутствовавший на том заседании, утверждает, что Хрущёв «точно не стучал по столу туфлей», хотя и «безусловно, собирался это сделать». По его рассказу, Хрущёв снял туфлю, положил её на стол и показал свободной рукой, что собирается стукнуть ей по столу. Все журналисты в зале направили камеры на Хрущёва в ожидании его дальнейших действий, но он лишь надел туфлю на ногу и ушёл. По мнению Лонгарда, если бы Хрущёв действительно стучал туфлей по столу, то никто из фотографов не упустил бы этого события.
Аналогичное свидетельство, по данным газеты «Известия», даёт журналист газеты The New York Times Джеймс Ферон.
В то же время есть ряд утверждений о том, что на этом заседании журналистов не было вообще.

## Распространённые заблуждения
Широкая известность события породила ряд неверных его описаний:
- Хрущёв стучал ботинком во время речи на трибуне

На самом деле Хрущёв в этот момент сидел за столом вместе с советской делегацией. Данное заблуждение распространено настолько широко, что об этом даже однажды заявил во время заседания Совета Безопасности ООН постоянный представитель США
Джон Болтон.
- Есть фотография, изображающая Хрущёва, стучащего ботинком

Фотография с ботинком была признана Сергеем Хрущёвым современным фотомонтажом. (См. оригинальный снимок (архивировано) и «изображение с ботинком» Архивная копия от 26 августа 2013 на Wayback Machine (архивировано) в статье журнала Time; обе фотографии и фото с лежащим на столе ботинком — в статье «Областной газеты» (Екатеринбург, Свердловская область)). Существует фотография, где Хрущёв стучит кулаками по столу.
- Инцидент с ботинком относится к Карибскому кризису (1962).

Это случилось двумя годами раньше.

## В культуре
Русский поэт Игорь Тальков отразил тему «Ботинка Хрущёва» в своей песне «Стоп! Думаю себе…».
В 7-й серии 4-го сезона американского сериала  «Парки и зоны отдыха» Лесли Ноуп на школьном саммите ООН стучит туфлей по трибуне, что является отсылкой к данному событию.